# Xian de Jianping
Le xian de Jianping (建平县 ; pinyin : Jiànpíng Xiàn) est un district administratif de la province du Liaoning en Chine. Il est placé sous la juridiction de la ville-préfecture de Chaoyang.

## Démographie
La population du district était de 573 670 habitants en 1999.